# Jezioro Goczałkowickie
Jezioro Goczałkowickie (Zbiornik Goczałkowicki) – zbiornik zaporowy na Wiśle utworzony w 1956 roku przez spiętrzenie wód rzecznych zaporą w Goczałkowicach-Zdroju w województwie śląskim. Powierzchnia maksymalna zbiornika wynosi 3200 ha, a pojemność całkowita około 168 mln m³. Maksymalny poziom piętrzenia to 257 m n.p.m. Długość zapory wynosi 2980 m. Jest to zbiornik retencyjny zaopatrujący w wodę część Górnośląskiego Okręgu Przemysłowego, zapewniając 38% uzdatnionych wód powierzchniowych dla Górnośląskiego Przedsiębiorstwa Wodociągów S.A. w Katowicach (GPW). Oprócz zaopatrzenia w wodę pełni on także funkcje retencyjne i gospodarcze (gospodarka rybacka).

## Położenie
Wg podziału J. Kondrackiego pod względem fizjograficznym zbiornik znajduje się w zachodniej części mezoregionu Dolina Górnej Wisły (512.22) i wchodzi w skład makroregionu Kotlina Oświęcimska (512.2). Powstał na tzw. Małej Wiśle, jak nazywa się odcinek Wisły od źródeł do ujścia Przemszy, a zapora tworząca go stanęła ok. 43 km powyżej ujścia Przemszy, ok. 5 km na południe od Pszczyny i 5 km na północny-zachód od Czechowic-Dziedzic.
Po południowej stronie zbiornika, w odległości niespełna 1 km od niego, biegnie linia kolejowa nr 93 na odcinku Czechowice-Dziedzice – Chybie, natomiast wzdłuż północnego brzegu droga nr 939 na trasie Strumień – Wisła Mała – Wisła Wielka – Łąka – Pszczyna.
Jezioro Goczałkowickie obejmuje zarówno ziemie górnośląskie (powiat pszczyński) jak i Śląska Cieszyńskiego (powiaty bielski i cieszyński), a jego utworzenie zatopiło historyczną granicę między nimi. Planując utworzenie zbiornika, 1 stycznia 1954 włączono do powiatu pszczyńskiego:
- części gminy Zabrzeg (Zabrzeg, Ligota) w powiecie bielskim, które włączono do gminy Pszczyna (do wsi Łąka);
- części gminy Chybie (Zarzecze, Frelichów i Chybie), gminy Strumień (Zabłocie) oraz miasta Strumień w powiecie cieszyńskim, które włączono do gminy Wisła Wielka (do wsi Wisła Wielka).

5 października 1954, w związku z kolejną reformą administracyjną wprowadzającą gromady w miejsce gmin, cały obszar planowany pod zbiornik włączono do gromady Wisła Wielka, a więc także obszary włączone uprzednio do Łąki oraz te, które przez zmianami terytorialnymi z 1 stycznia 1954 należały do Goczałkowic-Zdroju w gminie Goczałkowice-Zdrój (powiat pszczyński).
Całość zbiornika zintegrowano z gminą Goczałkowice-Zdrój dopiero po kolejnej reformie administracyjnej w 1973 roku, przez co gmina Goczałkowice-Zdrój obecnie specyficznie sięga aż po miasto Strumień poprzez zbiornik.

## Historia
Pierwsze wzmianki o potrzebie budowy zbiornika wodnego w celu redukcji fali powodziowej na górnej Wiśle pojawiały się już przed 1918 r. Pomysł budowy zbiornika wodnego na Śląsku zaproponował Gabriel Narutowicz już w latach 20. XX wieku. Temat odżył krótko po zakończeniu II wojny światowej. Rozwój Górnośląskiego Okręgu Przemysłowego i grożący deficyt wody, zarówno pitnej jak i przemysłowej, przyspieszyły w sposób znaczący decyzję o lokalizacji i budowie zbiornika zaporowego w Goczałkowicach.
W 1947 roku na polecenie ówczesnego Ministerstwa Komunikacji, Dyrekcja Okręgowa Dróg Wodnych w Krakowie przy udziale Państwowego Instytutu Geologicznego i Państwowego Instytutu Hydrologiczno – Meteorologicznego rozpoczęły studia nad możliwością budowy zbiornika, które trwały 2 lata. Ponieważ żadne z ówczesnych biur projektów w Polsce nie chciało podjąć się wykonania projektu zapory, prace projektowe wykonane zostały w niekonwencjonalny sposób - w trybie zlecenia, przez zespół inżynierów z kilku instytucji (Dyrekcji Okręgowej Dróg Wodnych, Państwowego Instytutu Hydrologiczno – Meteorologicznego, Państwowego Instytutu Geologicznego oraz Departamentu Dróg Wodnych Ministerstwa Komunikacji). Zakończono je i zatwierdzono pod koniec 1949 r. Z dniem 1 stycznia 1950 r. powołane zostało Państwowe Kierownictwo Budowy Zbiornika jako przedstawiciela inwestora i wkrótce rozpoczęto budowę, która trwała do 1955 r.
Budowa zbiornika wymagała przesiedlenia około 2000 mieszkańców, zamieszkujących 428 gospodarstw prywatnych na terenie Zarzecza. Właścicielom dano możliwość wyboru: budowy nowych domów na własną rękę z materiałów odzyskanych z rozbiórki lub budowy gospodarstw zamiennych. Pod presją czynników politycznych budowę prowadzono z dużym pośpiechem. Przed zalaniem zbiornika nie zakończono prac związanych z wyczyszczeniem czaszy zbiornika: nie rozebrano starych wałów przeciwpowodziowych Wisły, na powierzchni kilkudziesięciu hektarów wzdłuż południowego brzegu nie wykarczowano pni wyciętych drzew, nie rozebrano żelbetowych bunkrów (pozostałości po II wojnie światowej), nie zlikwidowano żelbetowych przyczółków mostu w starorzeczu Wisły.

## Hydrologia
Powierzchnia zlewni zbiornika w przekroju zapory wynosi 522 km2.
Poza Wisłą, jedynym większym dopływem uchodzącym w sposób naturalny do Jeziora Goczałkowickiego jest potok Bajerka.
Normalny poziom piętrzenia (NPP) zbiornika wynosi 255,75 m n.p.m. (od 1 czerwca do 31 sierpnia: 255,50 m n.p.m.). Czasza zbiornika jest stosunkowo płytka. Średnia głębokość przy NPP = 255.50 m n.p.m. wynosi ok. 5,30 m. Wieloletnie zmiany poziomów zwierciadła wody w zbiorniku (z różnych przyczyn) są duże i sięgają od 0,9 do 3 m poniżej NPP. Odbija się to w znaczny sposób na ekosystemach zarówno samego zbiornika jak i pasa wybrzeży.

## Gospodarka rybacka
Zbiornikiem wraz z zaporą zarządza Górnośląskie Przedsiębiorstwo Wodociągów S.A. Gospodarkę rybacką na zbiorniku realizuje w jego imieniu Gospodarstwo Rybackie we wsi Łąka. Prowadzi ono zarybianie, wpuszczając rocznie do zbiornika ok. 500 tys. sztuk narybku sandacza, 260 tys. szczupaka i do 45 tys. węgorza, a także przygotowując i ochraniając naturalne tarliska na zbiorniku. GPW wydaje rocznie ok. 8 tys. pozwoleń na połów ryb. Przyjmuje się, że w zbiorniku żyje stale ok. 180-200 ton ryby konsumpcyjnej, tj. takiej, która posiada odpowiedni wymiar i można ją odłowić. Gospodarstwo odławia rocznie od 7 do 12 ton ryby. Jak się szacuje, rybacy indywidualni i kłusownicy łowią rocznie nawet kilka razy więcej. Pewną część ryby zbiornik traci podczas zrzutów wód. Znaczną część narybku i ryb mniejszych gatunków zjadają ptaki, głównie kormorany i czaple.

## Fauna zbiornika
Okolice zbiornika są miejscem występowania wielu gatunków ptaków. Badania prowadzone w latach 1983–2004 potwierdziły występowanie na Zbiorniku Goczałkowickim lub w jego najbliższym otoczeniu łącznie 258 gatunków ptaków, w tym 113 gatunków lęgowych. Najważniejszą grupą ptaków lęgowych były niewróblowe wodno-błotne, które gniazdowały w liczbie 44 gatunków. Wśród nich były gatunki rzadkie i zagrożone: podgorzałka, czapla purpurowa, szablodziób, sieweczka obrożna, mewa czarnogłowa, mewa romańska, rybitwa białowąsa, rybitwa czarna, rybitwa białoskrzydła. Liczebność poszczególnych gatunków jest bardzo różna, od obserwacji pojedynczych osobników jednych gatunków po stwierdzenia kilkuset gniazd w sezonie innych gatunków. Do szczególnie rzadkich należy wspomniany szablodziób, który w 2002 r. wyprowadził na zbiorniku drugi udany lęg w naszym kraju, a pierwszy w południowej Polsce. W tym samym roku po raz drugi w historii Górnego Śląska zalęgła się tu bardzo rzadka na południu kraju sieweczka rzeczna. Szczególnie duże bywają koncentracje ptaków przelotnych, np. kormoran czarny w ilości do 2 tys. sztuk, gęś zbożowa w ilości 500-4000 sztuk, a kaczka krzyżówka pojawia się w ilości nawet po 10-40 tys. osobników.

## Ochrona zbiornika
Pierwotnie jezioro miało spełniać funkcje jedynie zbiornika wodociągowego, jednak wraz z całą zlewnią, orzeczeniem Prezydium Wojewódzkiej Rady Narodowej w Stalinogrodzie z 29 lipca 1954 roku, włączono je przepisami do Strefy Ochrony Sanitarnej jako zbiornik wody pitnej. Obecnie obszar zbiornika jest objęty strefą zakazów, z zakazem wstępu na jego obszar. Dla ruchu pieszego i rowerowego udostępniono koronę zapory tworząc „część spacerową” łączącą Goczałkowice-Zdrój z Zabrzegiem, dzięki czemu okolica zbiornika Goczałkowickiego stała się miejscem rekreacyjnym. Władze lokalne dążyły do udostępnienia terenu zbiornika do celów rekreacyjnych, jednak administracja zbiornika nie wyraża zgody na to.
W roku 2004 ustanowiony został obszar specjalnej ochrony ptaków Dolina Górnej Wisły PLB240001, obejmujący w całości Zbiornik
Goczałkowicki i okoliczne stawy, a w roku 2014 powstał plan zadań ochronnych dla tego obszaru.
Cały zbiornik znajduje się w obszarze Natura 2000.

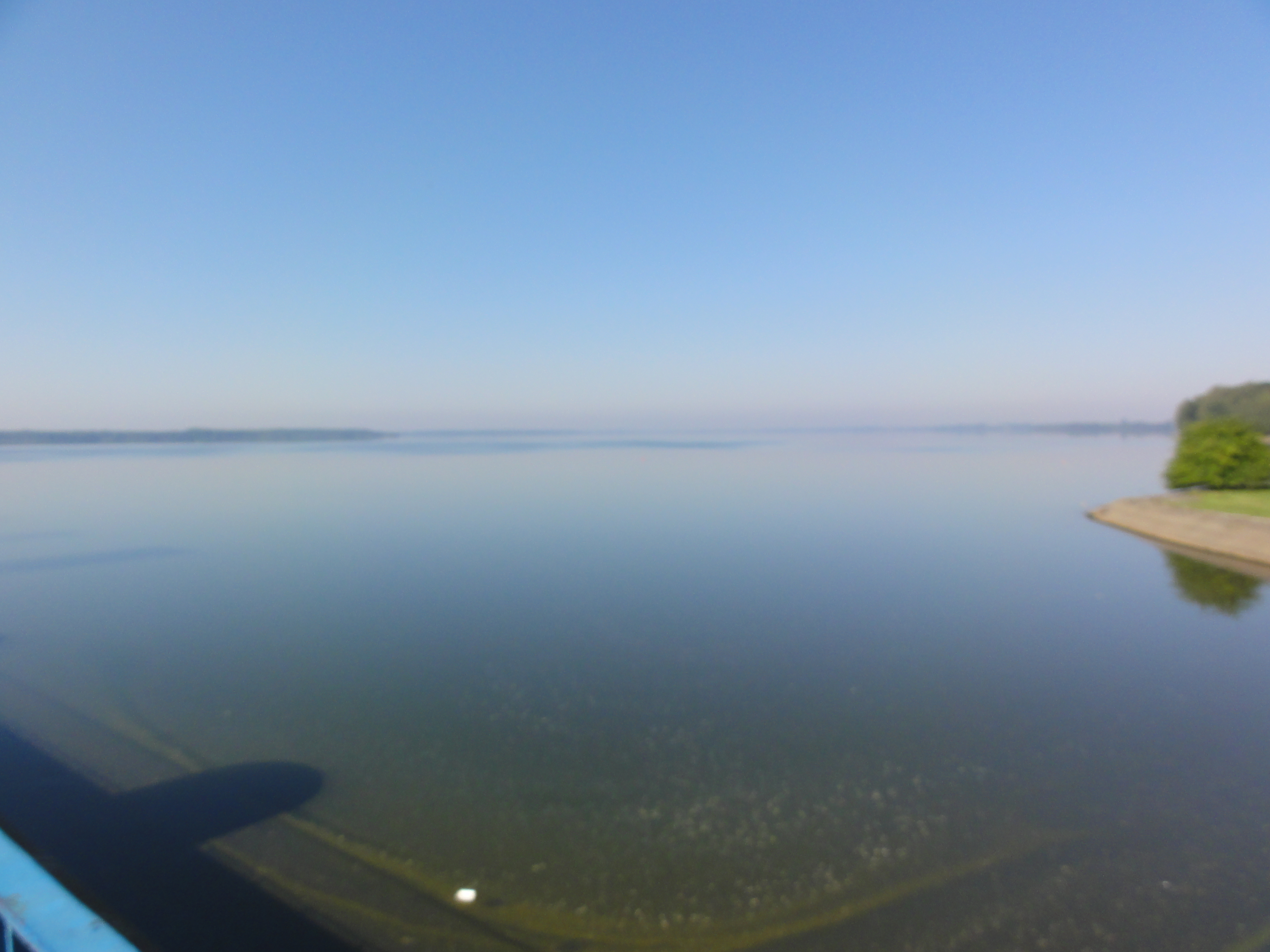
Jezioro widziane z zapory
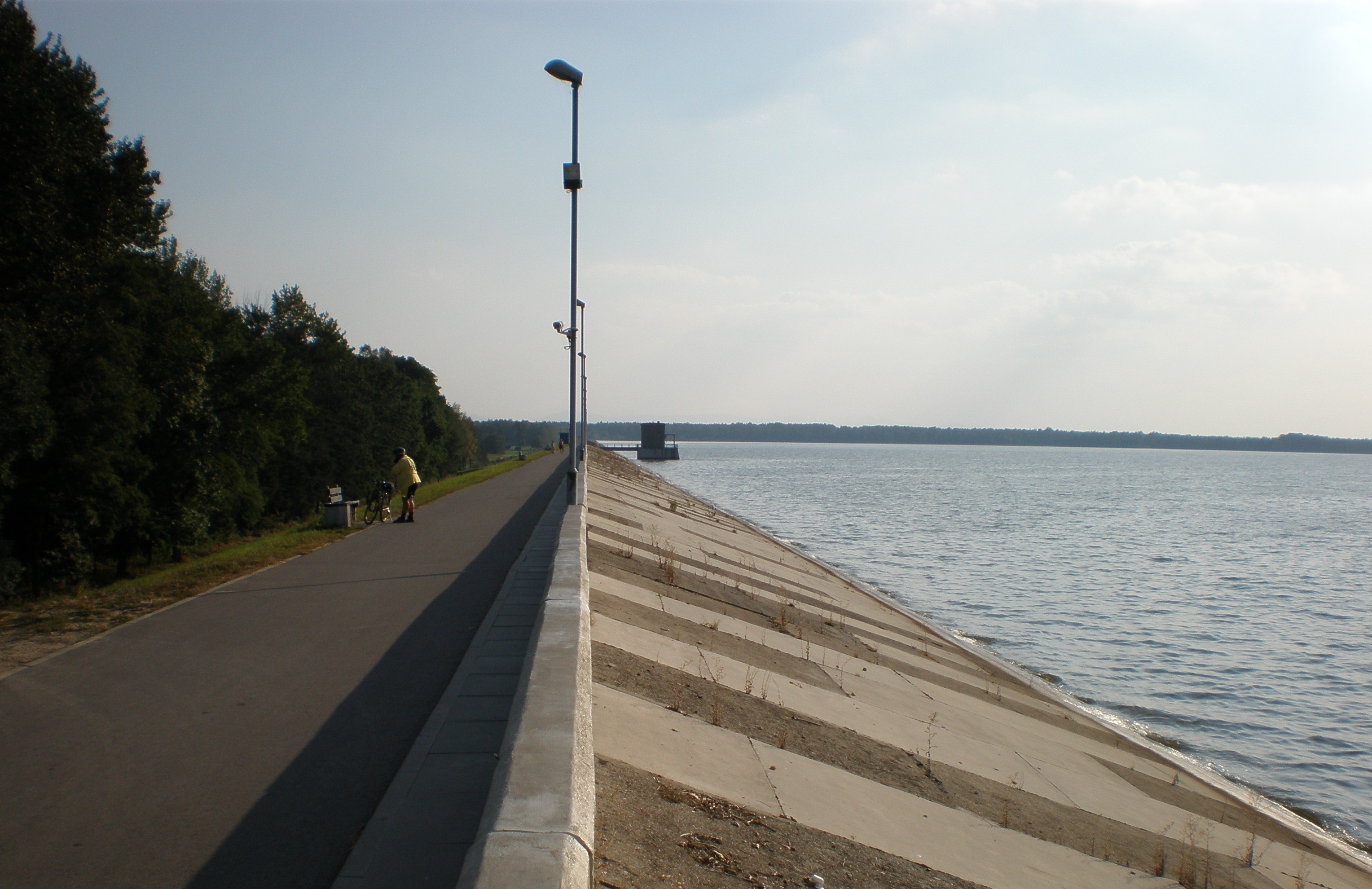
Część spacerowa
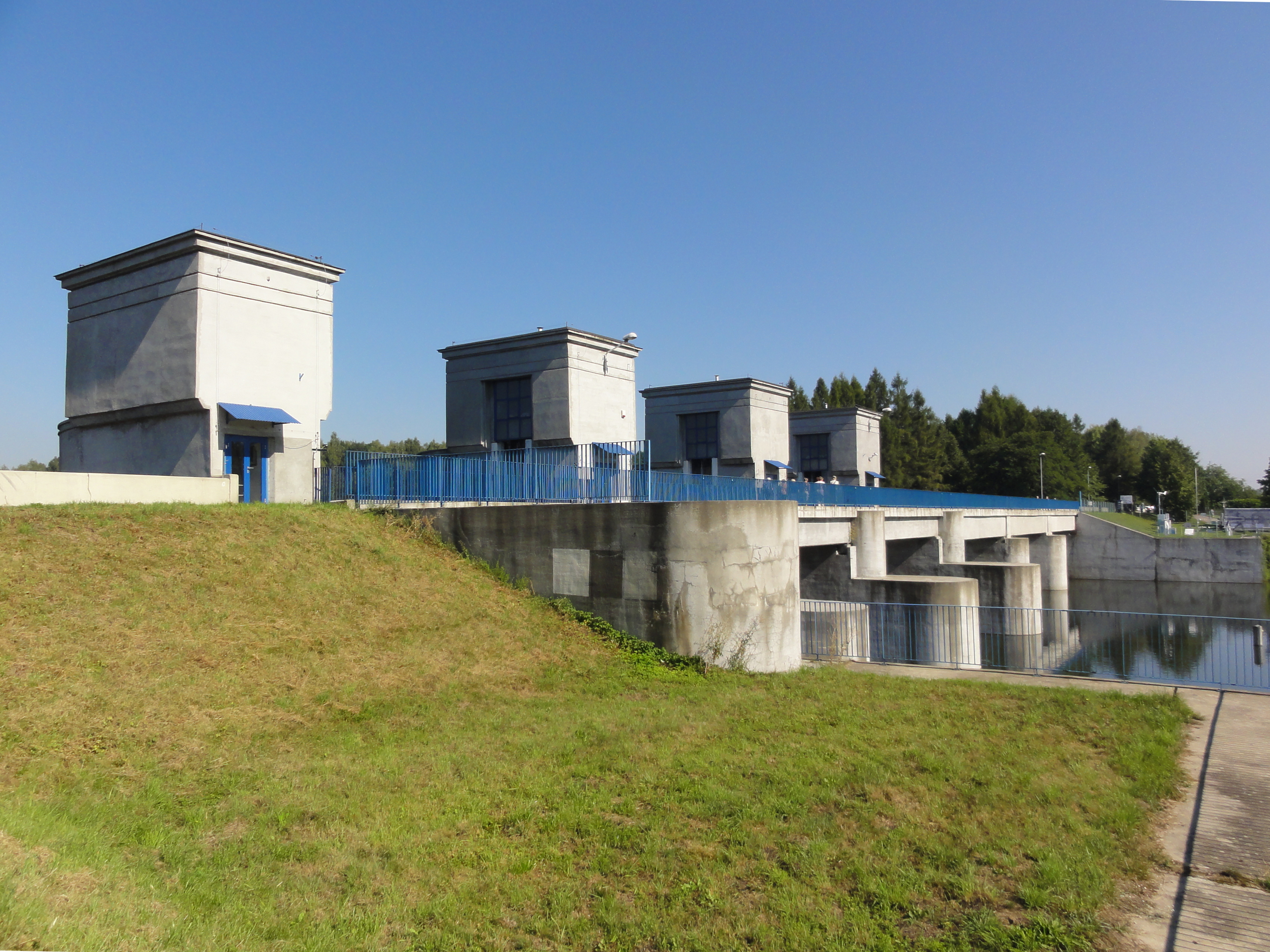
Zabudowania przelewu burzowego
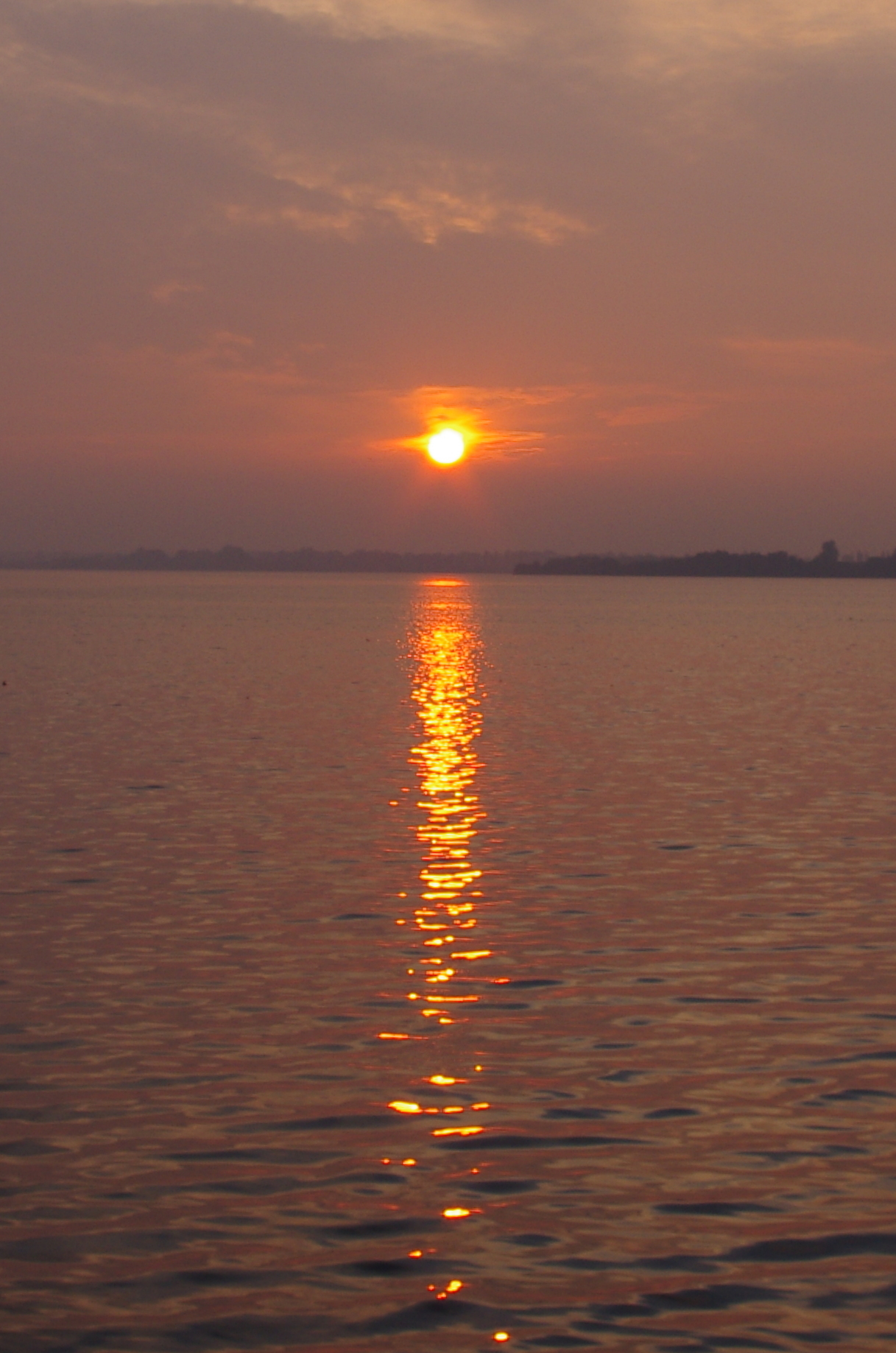
Zachód słońca nad Jeziorem Goczałkowickim